# نتريد الألومنيوم والغاليوم

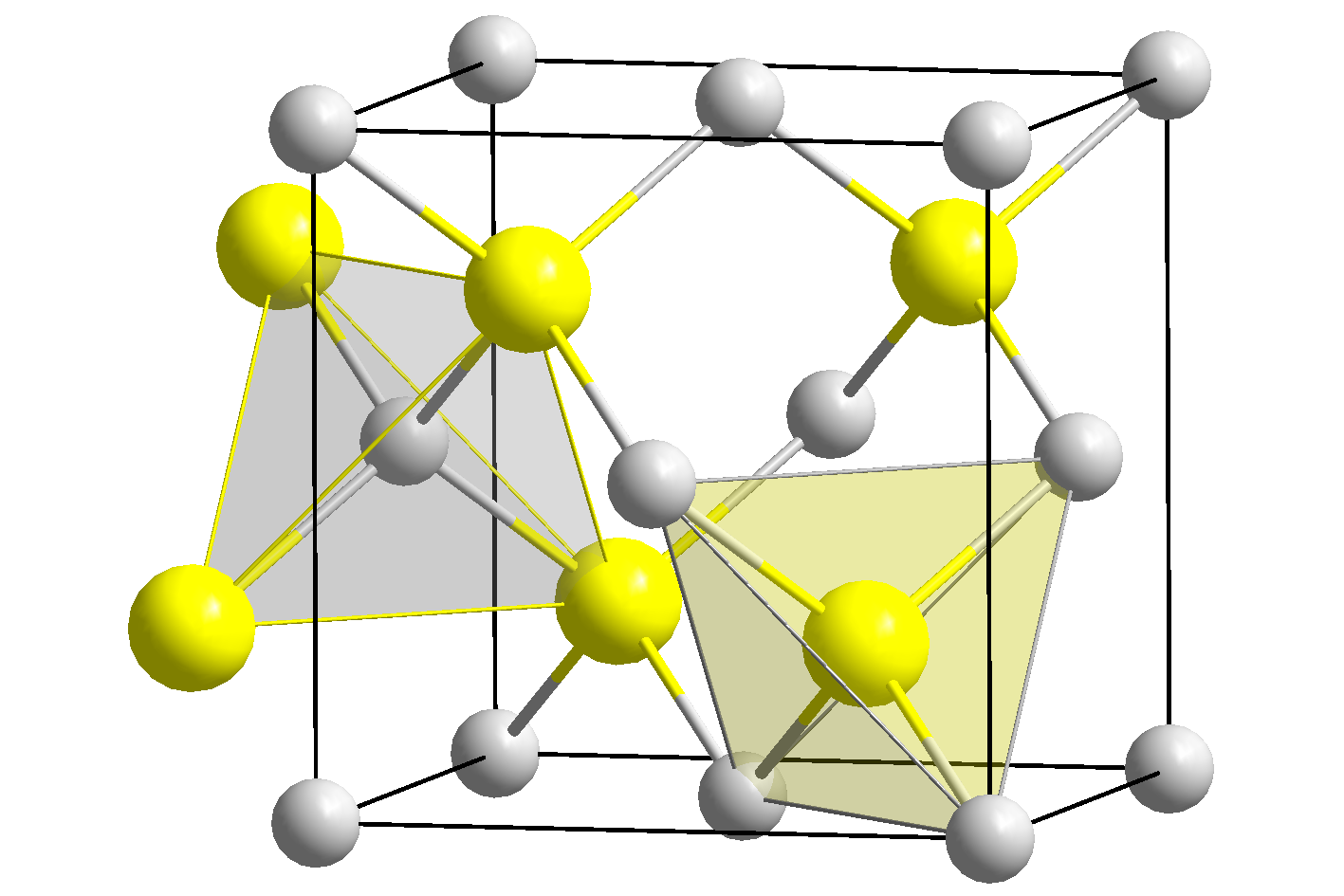

نتريد الألمنيوم والغاليوم (AlGaN) هي مادة شبه موصلة، وهي سبيكة من نتريد الألومنيوم ونتريد الغاليوم. تستخدم في صناعة الديودات المشعة للضوء التي تعمل من مجال الأزرق إلى فوق البنفسجي.